# Epinephelus analogus
Epinephelus analogus es una especie de peces de la familia Serranidae en el orden de los Perciformes.

## Morfología
Los machos pueden llegar alcanzar los 104 cm de longitud total.

## Distribución geográfica
Se encuentra en el Pacífico oriental.